# 飞天鸟属
飞天鸟属（学名：Feitianius）是反鸟亚纲的一个属，生存于早白垩世的中国，模式种兼唯一种是天堂飞天鸟（Feitianius paradisi）。

## 发现与命名
2005年，甘肃省昌马镇附近出土了破碎的反鸟类化石，其中两件保存最完好者，于2009年在科学文献上报道。
2015年，模式种天堂飞天鸟（Feitianius paradisi）由邹晶梅、李大庆、马修·拉曼纳（Matthew C. Lamanna）、王敏、杰拉德·哈里斯（Jerald D. Harris）、杰西·阿特霍特（Jessie Atterholt）和尤海鲁命名并描述。属名取自佛教神话中的飞天女神，描绘这种仙女的古代壁画在昌马附近的石窟中很常见。属名之所以写作阳性形式，是因为描述者断定正模标本属雄性个体。属名在拉丁语中意为“来自天堂”，指其尾羽存在极乐鸟（或称天堂鸟）似的两性异形。完整学名意即“来自天堂的飞天女神”。
正模标本GSGM-05-CM-004发现于阿普第阶早期的下沟组，由保存于单块石板上的不完整骨骼组成。该骨骼左侧露出岩石，呈关节连接状态，但只有后半截，背部中间以前的部分缺失。上面保存了包括羽毛在内的大量软组织遗骸。

## 描述
股骨长27毫米，由此可算出飞天鸟的尺寸。
为本属建立了单项独特特征：尾羽含三种不同类型的羽毛，而所有已知近亲的尾羽都只有一种类型的羽毛。
尾基部周围保存了软组织遗骸，似乎代表某种类似现代鸟类尾部的肉质结构，后面连接着尾羽。胶原蛋白束垂直于身体轮廓延伸，长7至8毫米，宽约半毫米。
腹部及前尾基部可见短而柔软的覆羽。尾基部越靠后的羽毛越长，其中有十几根清晰可见。这些羽毛可划分为三种形态型，对反鸟类而言相当独特。A型由40至45毫米长的羽毛组成，羽片占羽轴远端长度的55%。B型长18毫米，宽度为A型一半，羽片占据整个羽轴。两种类型均为略微下弯的廓羽。C型只有一根羽轴保存下来。这根羽轴很长，末端未在化石上保存下来。描述者认为它是一对很长的中央“飘带”中的一条，具有展示功能，很可能属于雄性个体。一般认为尾羽不太可能有重要的空气动力学效应。较短的A型及B型羽毛可能在尾基部形成了五颜六色的一簇，但因化石已被上漆，故无法再检查其黑色素体。这一装饰结构总体上可能与现存的大极乐鸟相似。

## 分类
飞天鸟于2016年被归入反鸟亚纲。系统发育分析显示飞天鸟与祁连鸟及昌马盆地发现的其它反鸟标本组成多分支。